# Asterophylus
Asterophylus is een geslacht van wantsen uit de familie van de Miridae (Blindwantsen). Het geslacht werd voor het eerst wetenschappelijk beschreven door Schuh & Schwartz in 2016.

## Soorten
Het genus bevat de volgende soorten:

- Asterophylus chrysocephali Schuh & Schwartz, 2016
- Asterophylus rutidosis Schuh & Schwartz, 2016